# Delgadilla

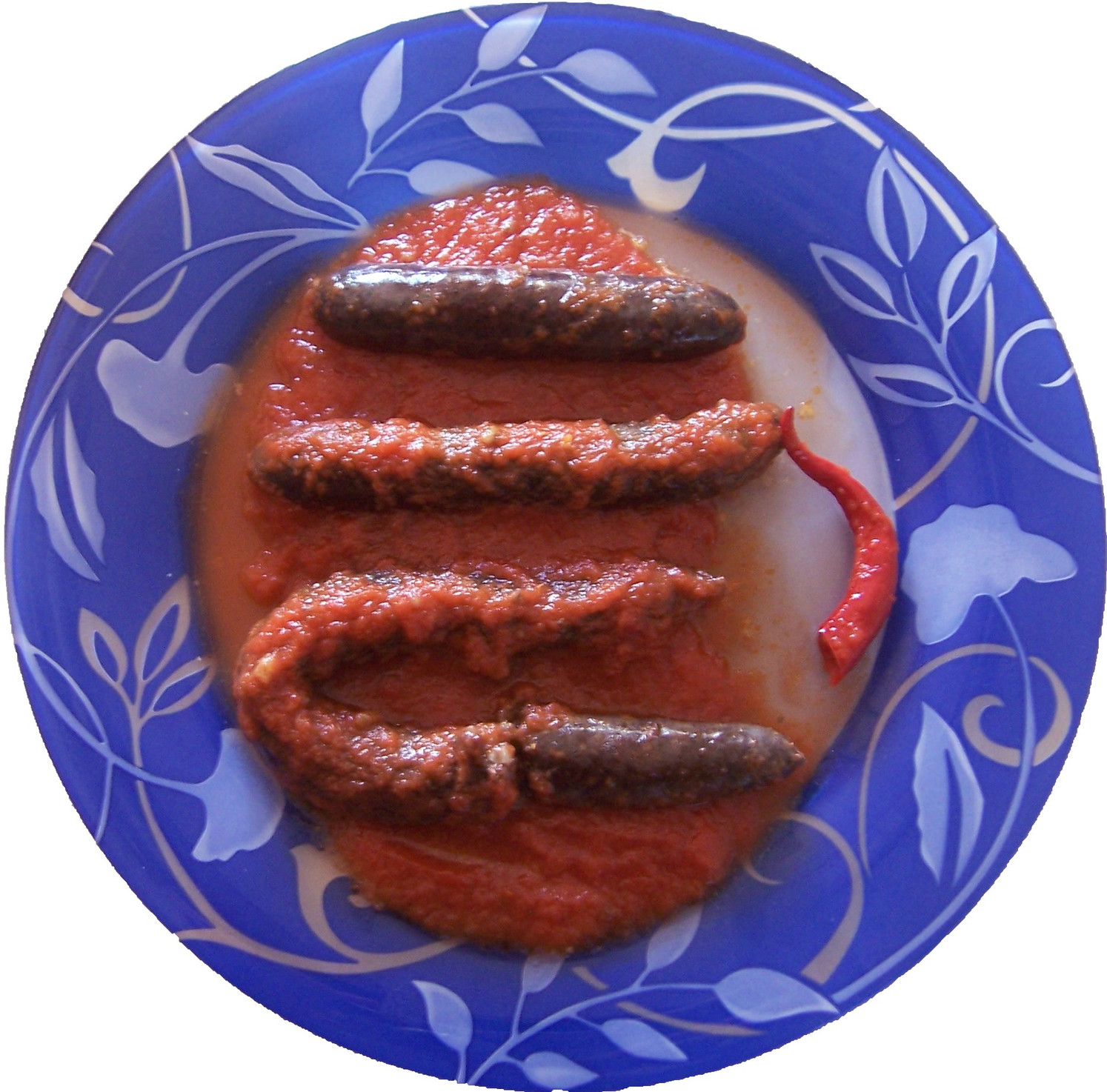
Delgadillas con tomate.

Las delgadillas son embutidos semejantes a las morcillas pero embutidas en tripas de cordero.

## Características
Comenzaron a hacerse en Haro en los años 1950 por los dueños del establecimiento "El Arenal", habiéndose popularizado posteriormente y extendido a zonas limítrofes como Miranda de Ebro.
Sus ingredientes son sangre fresca de cerdo, arroz cocido, pimienta negra, nuez moscada, clavos de olor, comino, canela y manteca de cerdo. Habitualmente son servidas con salsa de tomate un poco picante.